# Waschhaus (Courances)

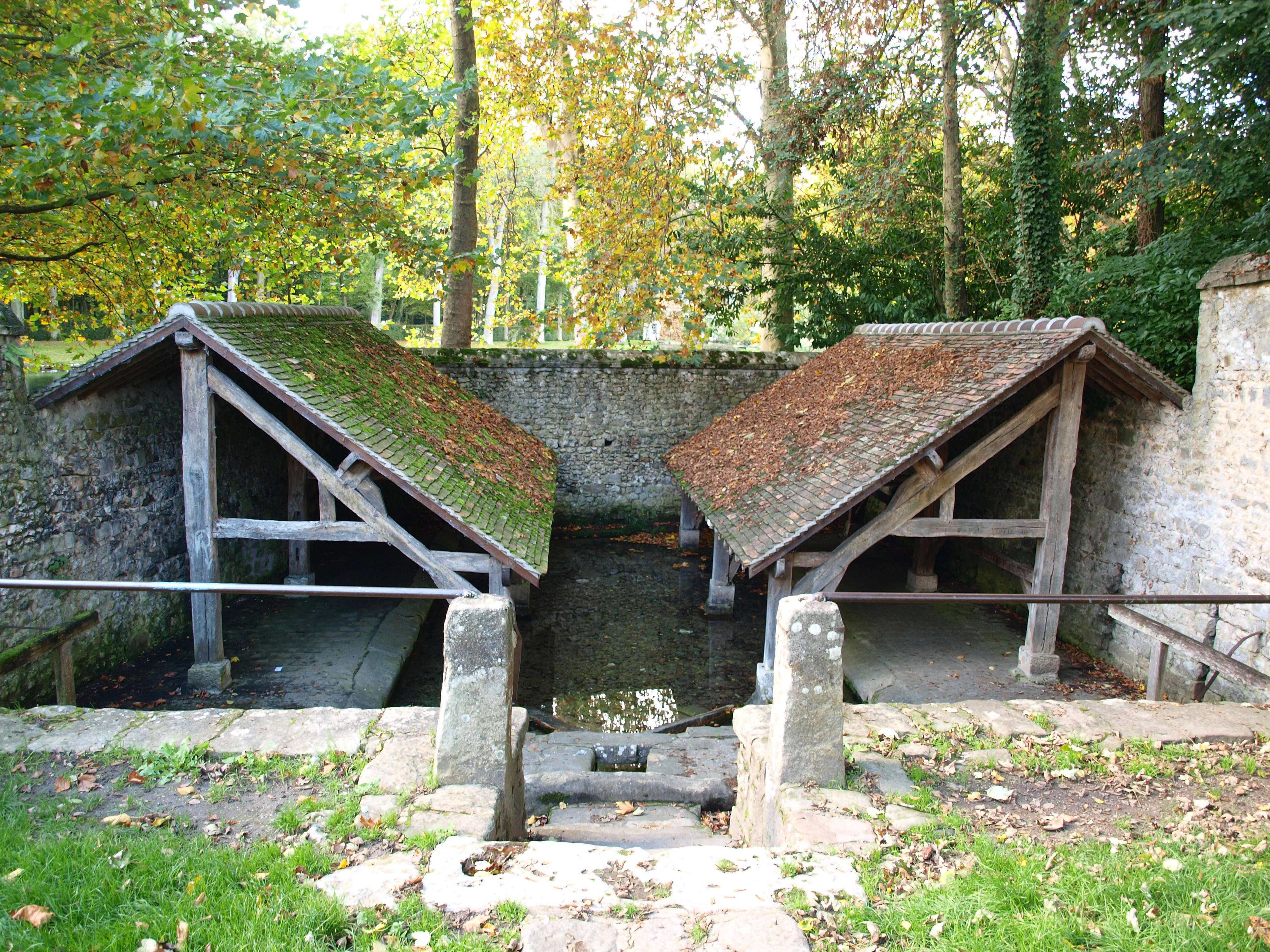
Waschhaus in Courances

Das Waschhaus (französisch lavoir) in Courances, einer französischen Gemeinde im Département Essonne in der Region Île-de-France, wurde im 18. Jahrhundert errichtet.  
Das öffentliche Waschhaus an der Place de la Mairie mit einer Sandsteinmauer und zwei Dächern zum Schutz der Wäscherinnen wird vom Brunnen Saint-Étienne gespeist. Es schließt sich direkt an den Schlosspark an.